# 岑子杰

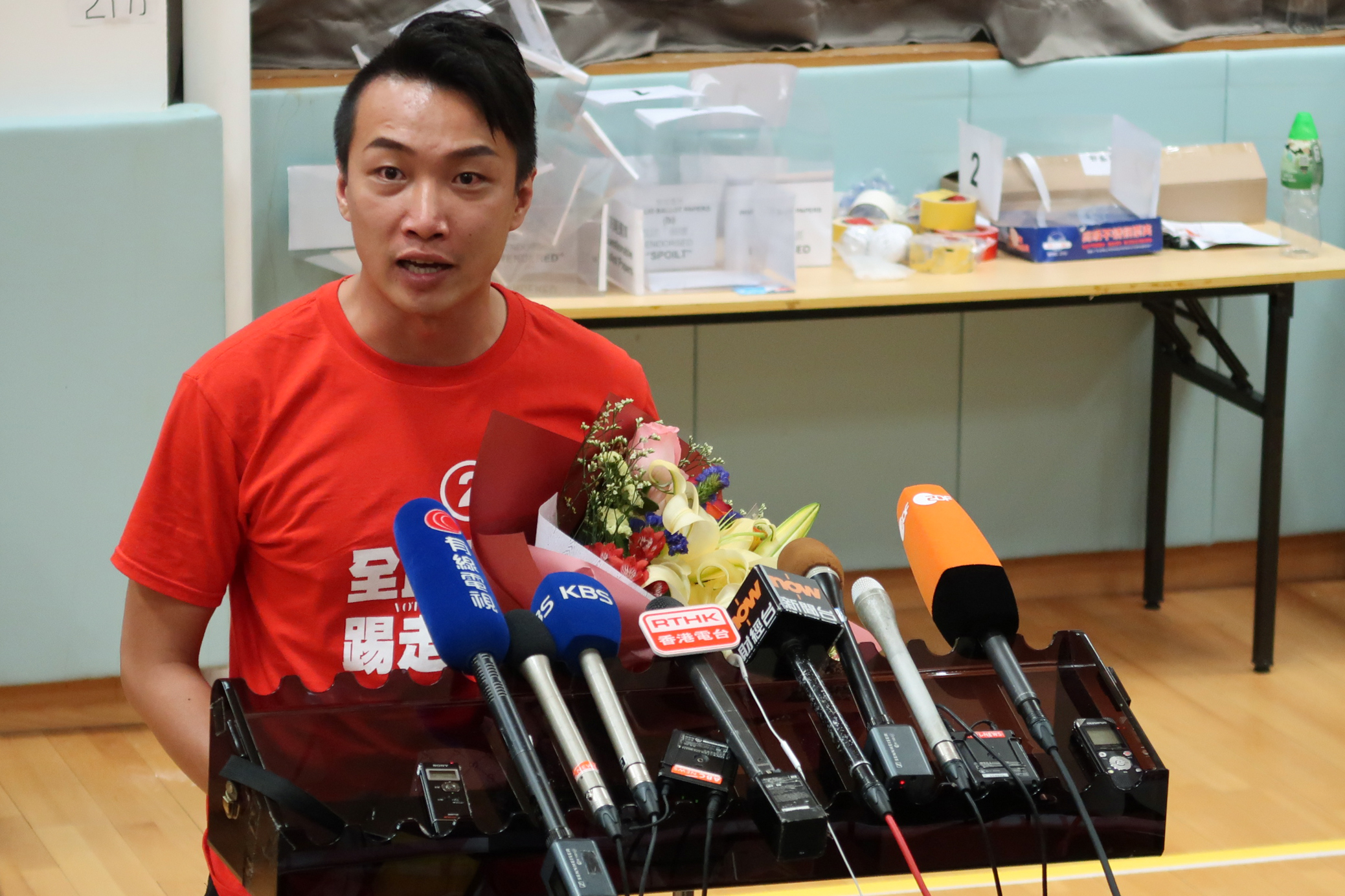
2019年區議會選舉後於沙田區議會瀝源選區當選，代表社民連出選的民陣召集人岑子杰

岑子杰（英語：Jimmy Sham Tsz-kit，1987年6月29日—），曾任香港民間人權陣線召集人，前香港沙田區議會瀝源選區議員，香港彩虹執行幹事，社會民主連線副主席。2020年英國《泰晤士報》選出全球20名值得關注人物，岑子杰作為民間人權陣線召集人當選為其中之一，是唯一入選的香港人。
2021年初，因參與2020年香港立法會選舉民主派初選，被判違犯香港國安法，而被判囚51個月。2025年5月30日，岑子杰刑滿出獄。

## 簡历
岑子杰在單親家庭中長大，祖籍廣東省恩平市；，早年就讀嶺南鍾榮光博士紀念中學（2007年中七）和香港理工大學香港專上學院（2018年；社會工作高級文憑）。中七畢業後，岑子杰做了議員助理，但認為自己不太適合此工作。後來加入民陣成員團體彩虹行動，並於2008年開始協助民陣的工作，包括司儀、以及處理人權和警權事務。2014年岑子杰曾參與雨傘運動。2018年協助組織當年的七一大遊行。
岑子杰是同性戀者，2014年在紐約和一名男空中服務員結婚。
岑子杰喜歡文學，是香港詩人，筆名「燕夕」。他在訪問中說，自己「寫發言稿的時候是用一種文學的心態去寫」。

### 早期街頭政治活動
岑子杰參加街頭政治活動的歷史，可以追溯到2008年“七一大遊行”。自此，從著名的“佔中”運動、“雨傘革命”到“反修例”大規模遊行示威，都活躍著岑子杰的身影。岑子杰曾經登上香港民間電台，在香港西洋菜街一帶進行FM廣播，宣傳街頭運動，因而被控違反《電訊條例》等。2009年，岑子杰第一次被捕後，遭警察長期盯梢，被香港警署與法庭多次傳訊。岑子杰在香港街頭遊行演講，引用名言激勵遊行示威的民眾：“在一面高大、堅固的牆和一隻撞向牆的雞蛋之間，我將永遠，站在雞蛋的一邊。”

### 逃犯條例期間參與
2019年3月31日，岑子杰協助籌辦第一次反對修訂《逃犯條例》的遊行示威，2019年4月28日，岑子杰協助籌辦第二次反對修訂《逃犯條例》的遊行示威，以及協助組織2019年6月9日的「守護香港反送中」大遊行。岑子杰於同年6月10日和其他香港民主派人士建議香港市民罷市、罷課和包圍香港立法會，以迫使行政長官林鄭月娥宣佈撤回引渡條例。同年6月16日再次發動反對修訂《逃犯條例》以及譴責警方暴力行為的「譴責鎮壓，撤回惡法」大遊行。他亦協助組織2019年的七一大遊行，以「撤回惡法，林鄭下台」為主題，「重啟政改，釋放所有政治犯，撤銷暴動定性，徹查612鎮壓」為副題，呼籲香港人上街遊行。2019年8月29日中午，岑子杰被兩名蒙面男子以長刀、鐵棍及球棒襲擊，事件中他的朋友遇襲受傷。

### 參選區議會
岑子杰在2019年10月10日宣佈參選2019年區議會選舉沙田瀝源選區，代替因判刑而無法出戰的黨友黃浩銘。2019年11月24日，岑子杰在選舉中勝出，當選成為沙田瀝源選區區議員。

### 參選立法會
岑子杰在2020年7月22日遞交提名表格，代表社會民主連線參選2020年立法會選舉九龍西選區。2020年7月31日，行政長官林鄭月娥宣佈因2019冠狀病毒病疫情（COVID-19）肆虐影響公眾安全，引用《香港法例》第241章《緊急情況規例條例》，押後至2021年9月5日才舉行立法會選舉。

### 就香港同性伴侶權益提出司法覆核
2018年，岑就港府拒絕承認海外同性婚姻提出司法覆核，但在原訟庭和上訴庭均被裁定敗訴。他隨後於2022年獲高等法院批准上訴申請，案件將交由終審法院審理。最終終院於2023年9月5日裁定香港法律沒有提供任何替代途徑，在法律上承認同性伴侶關係屬違憲，有關命令暫緩兩年執行。至於岑另挑戰香港不承認同性婚姻，及不承認外地同性婚姻屬違憲，則被終院一致駁回。

### 演藝作品
2014年 【愛．不難】（香港演藝學院電視電影學院製作）飾演 Lambert

## 被攻擊事件

### 遭蔣麗芸人身攻擊
2019年7月，香港建制派政黨民建聯立法會議員蔣麗芸於其臉書專頁上發布一段影片，攻擊岑子杰的同性戀身分，並質疑他刻意隱瞞，然而岑子杰早已於十多年前公開「出櫃」，他後來在社交媒體對此作出回應，指相關攻擊「無力」，並表示願與其他性傾向人士一起繼續同行。

### 遭反民陣人士抗議
2019年8月29日，有約30人在早上11時到非民陣成員的「香港彩虹」會址佐敦立信大廈下，發起「聲討民陣」行動，岑子杰指該團體將民陣地址誤列為另一團體「香港彩虹」，他提早10分鐘抵達集合地點等待示威者，希望與示威者溝通。有示威者突然表示「我來反民陣」、「反對遊行」，亦有示威者以粗言穢語侮辱岑子杰，罵他是「罪魁禍首」、「暴徒」；他們亦一度推撞及指罵記者，宣稱現場記者皆為「假記者」；此外，期間也有岑子杰的支持者在旁聲援，混亂期間有幾名便衣警察曾上前分隔兩方人士同樣被罵。岑子杰離開立信大廈後，有一批示威者仍然在大廈外高叫口號，後來被市民大叫要求離開後才散去。岑子杰事後解釋香港彩虹並非民陣的成員，認為示威者堅持在那個地點示威很有趣，又表示希望示威者發洩完後心情會好一點。

### 佐敦遇襲
2019年8月29日下午，岑子杰在佐敦的餐廳內，遭2名持長刀及球棒的蒙面人襲擊，岑因獲友人保護而無受傷，而友人則手部受傷送往廣華醫院。法官形容本案是嚴重和邪惡，幸好岑子杰沒有受傷，而他的友人則輕傷，如沒有岑子杰友人的勇氣，岑子杰可能受重傷。

### 旺角遇襲
2019年10月16日晚上7時40分左右，岑子杰前往民陣大會期間，在旺角雅蘭里被4至5人以鐵槌襲擊。現場一名目擊者表示，岑子杰事後橫臥馬路上的一輛私家車旁，後腦，頭部及手部大量流血，送到廣華醫院治療。民陣副召集人陳浩桓證實岑子杰是在前往民陣大會期間遇襲，強烈譴責兇徒行為。大公報、文匯報等親共建制派報紙，懷疑襲擊案是自編自導自演。

### 遭香港警察攻擊性取向
2019年12月8日「國際人權日」遊行，有警員取笑民陣召集人岑子杰的性取向，嘲諷岑是「死gay佬」。

### 被疑似國安人士跟縱
2020年8月14日，岑的社民連黨友陳皓桓在當日晚上發文指出，自己與岑出席電台節目時，有人拍攝到有他們的附近有2人形跡十分可疑，而且在岑陳二人做完電台節目離開時，可疑人士還以的士跟蹤岑陳二人離開，但最後成功擺脫，而陳更指有關被反覆地跟蹤的情況已持續多月，更直指跟蹤人士可能是內地國安，形容自己是在「面對的可能是國家機器」。
其後，岑亦向立場新聞透露，指自己由同年6月開始已經留意到自己被人跟蹤，跟蹤者多為中年人士，經常以4至5人為一組，長期把車輛停泊在其家的樓下監察。接著，岑亦補充，跟蹤者猖狂程度是連岑出席日常社交活動，如燒烤和剪頭髮，亦會緊緊跟蹤。對於此，岑則指自己沒有與外國傳媒有任何聯系，但亦指港區國安法執法難以觸摸，不會太擔心自己情況，更指有關跟蹤「好煩」。

## 評價
岑子杰被《泰晤士報》認為是「獨特的人物」（英語：uniquely distinctive figure），並稱他是一名激動人心的演说家。其同性戀者的身份文章亦點出。
岑子杰作為民陣時任召集人，在反送中運動之中，成功召集多次大型示威遊行，包括前年6月16日香港有史以來最大型的200萬人參加的反對政府的遊行示威。
《泰晤士報》也回顧了岑子杰去年兩度被兇徒襲擊的事件，但仍然没有阻碍他在區議會選舉當中獲勝，現今已經成為新上任的區議員。評價認為運動未完成還有很長的路要走，「但如果雙方有足夠共識跟對話，岑子杰將成為談判的中心人物」。

## 資料來源與註釋
1. ↑  . 香港電台網站. 2019-06-12  [2019-06-16]. （原始内容存档于2019-06-13）.
2. ↑  . 輔仁文社. 2013-01-13  [2019-07-06]. （原始内容存档于2019-06-22）.
3. 1 2 3 4  . standnews. 2020-01-04  [2020-05-28]. （原始内容存档于2020-01-29）.
4. ↑  . 鏡週刊. 2019-06-25  [2019-07-04]. （原始内容存档于2019-07-04）.
5. ↑   (PDF). 嶺南鍾榮光博士紀念中學. 2007-8  [2019-06-17]. （原始内容存档 (PDF)于2019-06-17）.
6. ↑   (PDF). 香港理工大學. 2018-10  [2019-07-04]. （原始内容存档 (PDF)于2019-07-04）.
7. 1 2 3  莊曉彤. . 眾新聞. 2019-06-29. （原始内容存档于2019-07-03） （中文（香港））.
8. ↑  . 眾新聞.   [2020-05-22]. （原始内容存档于2019-08-11） （中文）.
9. ↑  黃柏熹. . 無形.   [2019-11-19]. （原始内容存档于2021-08-20）.
10. 1 2  . 环球网. 2019-09-14  [2020-05-28]. （原始内容存档于2019-09-16）.
11. ↑  . 中央社.   [2019-07-09]. （原始内容存档于2019-07-09）.
12. ↑  頭條日報. . 頭條日報 Headline Daily.   [2019-09-24]. （原始内容存档于2019-08-29）.
13. ↑  . news.rthk.hk.   [2019-08-29]. （原始内容存档于2019-08-29）.
14. ↑  . Apple Daily 蘋果日報.   [2019-10-13]. （原始内容存档于2019-10-13）.
15. ↑  . 香港01. 2019-11-25  [2019-11-25]. （原始内容存档于2020-03-29）.
16. ↑  . 立場新聞. 2020-07-22  [2020-07-22]. （原始内容存档于2020-07-25）.
17. ↑  . Now新聞. 2020-07-31  [2020-07-31]. （原始内容存档于2020-08-26）.
18. ↑  . 關鍵評論網. G點電視. 2023-02-08  [2023-02-22]. （原始内容存档于2023-02-10）.
19. ↑  . am730. 2022-11-10  [2023-02-22]. （原始内容存档于2023-02-22）.
20. ↑  . 法庭線. 2023-09-05  [2023-09-05]. （原始内容存档于2023-09-08）.
21. 1 2  .   [2019-07-09]. （原始内容存档于2019-07-09）.
22. ↑  . 立場新聞 Stand News.   [2019-07-08]. （原始内容存档于2019-07-07） （英语）.
23. ↑  鄭寶生, 莊恭南. . 香港01. 2019-08-29  [2020-10-08]. （原始内容存档于2019-08-29）.
24. ↑  . 東網. 2019-08-29  [2019-08-29]. （原始内容存档于2019-08-29）.
25. ↑  . 明報. 2019-08-29  [2019-08-29]. （原始内容存档于2019-08-29）.
26. ↑  . 明報新聞網 - 即時新聞 instant news.   [2020-01-05]. （原始内容存档于2020-07-21）.
27. ↑  . 香港電台.   [2020-10-05]. （原始内容存档于2020-10-10）.
28. ↑  . 明報新聞網 - 即時新聞 instant news.   [2020-01-05]. （原始内容存档于2020-04-18）.
29. ↑  . 香港電台. 2019-10-16  [2019-10-16]. （原始内容存档于2019-10-16）.
30. ↑  李自明. . 文匯報.   [2019-10-18]. （原始内容存档于2020-07-12）.
31. ↑  . 大公報.   [2019-10-17]. （原始内容存档于2020-07-12）.
32. ↑  . theinitium.com.   [2019-12-30]. （原始内容存档于2020-01-05）.
33. ↑  . Apple Daily 蘋果日報.   [2019-12-30]. （原始内容存档于2019-12-30）.
34. ↑  陳綽嵐. .   [2020-10-08]. （原始内容存档于2020-08-23）.
35. ↑  .   [2020-10-08]. （原始内容存档于2020-08-30）.

## 外部連結
- 「民間人權陣線」的官方網站（页面存档备份，存于）

| 議會席位      | 議會席位                                             | 議會席位      |
| ------------- | ---------------------------------------------------- | ------------- |
| 前任： 黃宇翰 | 沙田區議會 瀝源選區區議員 2020年1月1日－2021年7月7日 | 繼任： 懸空   |
| 政黨職務      |                                                      |               |
| 前任： 陳倩瑩 | 民間人權陣線召集人 2015年10月－2016年10月            | 繼任： 區諾軒 |
| 前任： 葉志衍 | 民間人權陣線召集人 2018年10月－2020年10月            | 繼任： 陳皓桓 |